# NGC 3483
NGC 3483 este o galaxie lenticulară situată în constelația Hidra. A fost descoperită în 10 mai 1834 de către John Herschel.